# Midian (álbum)
Midian es el cuarto álbum de Cradle of Filth, publicado en Halloween de 2000. Hasta la fecha era considerado su álbum más comercial y accesible. Es un álbum conceptual inspirado por la novela de Clive Barker Cabal y su subsiguiente versión en filme Hijos de la Noche (Nightbreed en inglés), y Doug Bradley - quien tuvo un pequeño papel en el filme (mejor reconocido como Pinhead del filme de Barker's Hellraiser y sus secuelas) - provee la narración en algunos temas ("Death Magick for Adepts", "Her Ghost in the Fog" y "Tortured Soul Asylum"). Mientras los teclados permanecen sobresalientes, Midian está más orientado a la guitarra que sus predecesores. La imagen del álbum fue hecha por JK Potter.
En la Biblia, los Midianitas son una tribu árabe que descienden de Abraham, y el mismo Midian es donde Moisés pasó sus 40 años exiliado de Egipto. Hoy día, el antiguo territorio del Midian es encontrado a través de unas pequeñas porciones en el oeste de Arabia Saudita, el sur de Jordania, el sur de Israel y el Sinaí. La gente del Midian también son mencionadas extensivamente en el Corán, donde el nombre aparece en arábico como Madyan. 
La canción "Cthulhu Dawn" invoca al personaje del escritor de horror H.P. Lovecraft y a su obra Mitos de Cthulhu. Muchas otras bandas de heavy metal - incluyendo a Metallica, Morbid Angel y Bal-Sagoth, - han mencionado a Cthulhu. La banda española de metal extremo Ktulu, recibe también su nombre del personaje.
El tema "Her Ghost in the Fog" trajo consigo un vídeo dirigido por Alex Chandon (que recibió una pesada rotación en MTV2 y en otros canales de rock), y una secuela en el tema del álbum Nymphetamine "Swansong for a Raven", y una tercera parte del álbum Existence is Futile "Sisters Of The Mist"
La obertura de "Lord Abortion" ("Care for a little necrophilia?") [¿Preocupado por un poco de necrofilia?] es una cita del filme de Terry Gilliam's Brazil (articulada por Kim Greist en el filme pero desarrollada aquí por Toni King, la esposa de Dani Filth).

## Lista de temas
1. «At the Gates of Midian» – 2:21
2. «Cthulhu Dawn» – 4:17
3. «Saffron's Curse» – 6:32
4. «Death Magick for Adepts» – 5:53
5. «Lord Abortion» – 6:51
6. «Amor E Morte» – 6:44
7. «Creatures that Kissed in Cold Mirrors» – 3:00
8. «Her Ghost in the Fog» – 6:24
9. «Satanic Mantra» – 0:51
10. «Tearing the Veil from Grace» – 8:13
11. «Tortured Soul Asylum» – 7:46
12. «For Those Who Died» (versión de Sabbat con la participación de Martin Walkyier; sólo en Japón) – 6:16

## Créditos
- Dani Filth - Voz
- Paul Allender - Guitarra
- Robin Graves - Bajo
- Martin Powell - Teclados
- Gian Pyres - Guitarra
- Adrian Erlandsson - Batería
- Sarah Jezebel Deva - Voz de acompañamiento
- Martin Walkyier - Voz invitada en "For Those Who Died"
- Doug Bradley - Voz invitada en "Her Ghost in the Fog"
- Mika Lindberg - Voz invitada
- Dave McEwen - Voz invitada
- Toni King - Voz invitada

- Andy Nice - Viloncello
- Ray Staff - Masterización
- Stu Williamson - Fotografía